# Luxman
Luxman (Luxman Corporation (ラックスマン株式会社?) una empresa japonesa que fabrica componentes de audio de alta fidelidad de alta gama, tales como giradiscos, amplificadores, receptores de radio, magnetófonos, reproductores de CD y altavoces.

## Historia

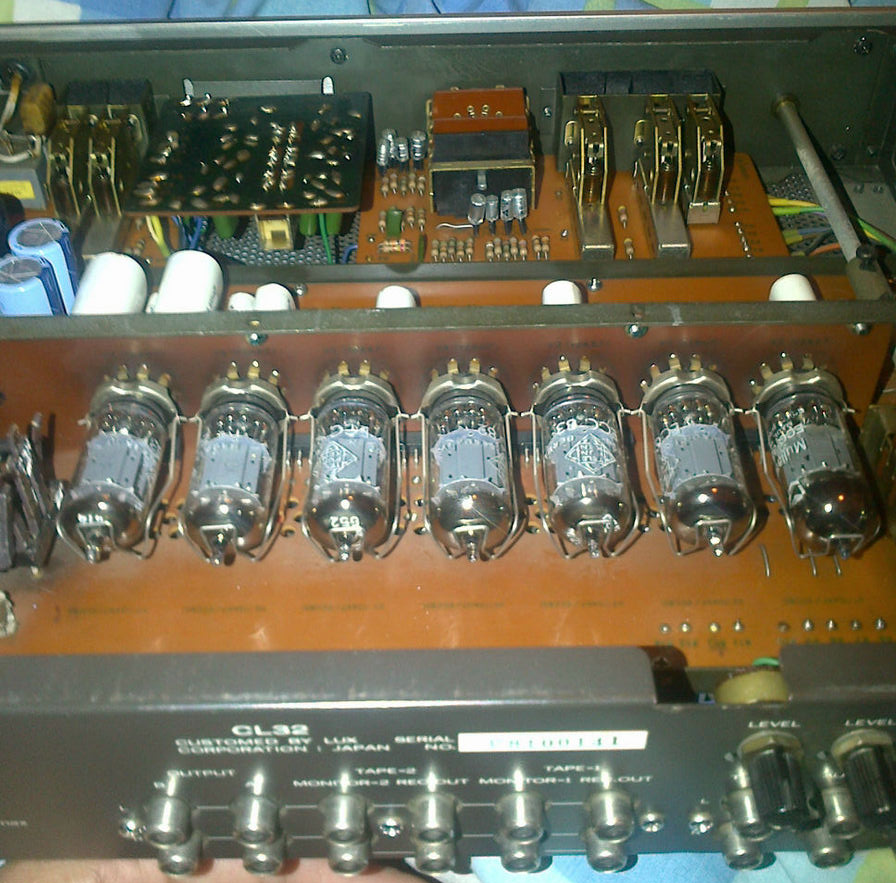
Sistema de válvulas de vacío de un amplificador Luxman CL-32

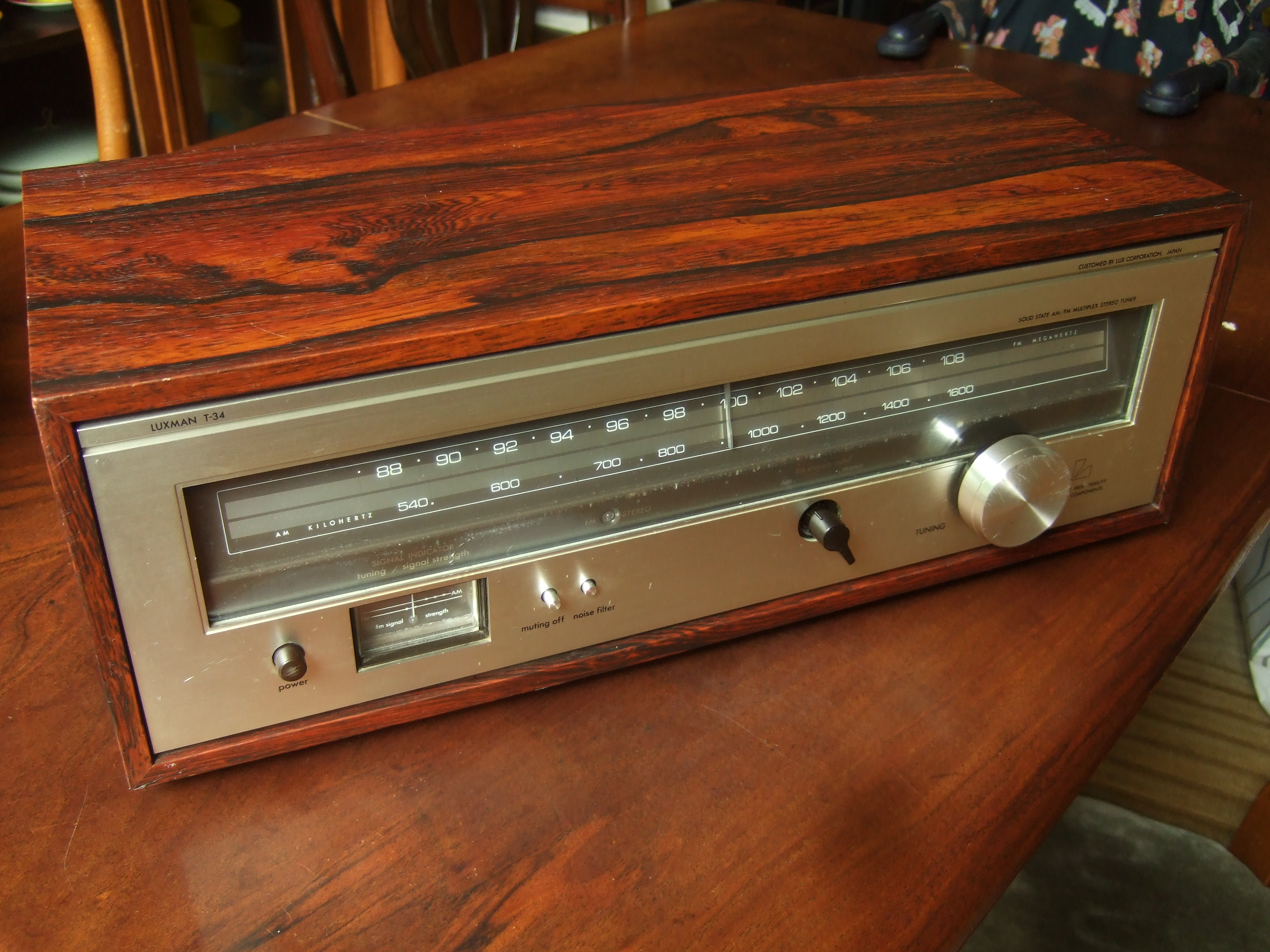
Sintonizador Luxman T34

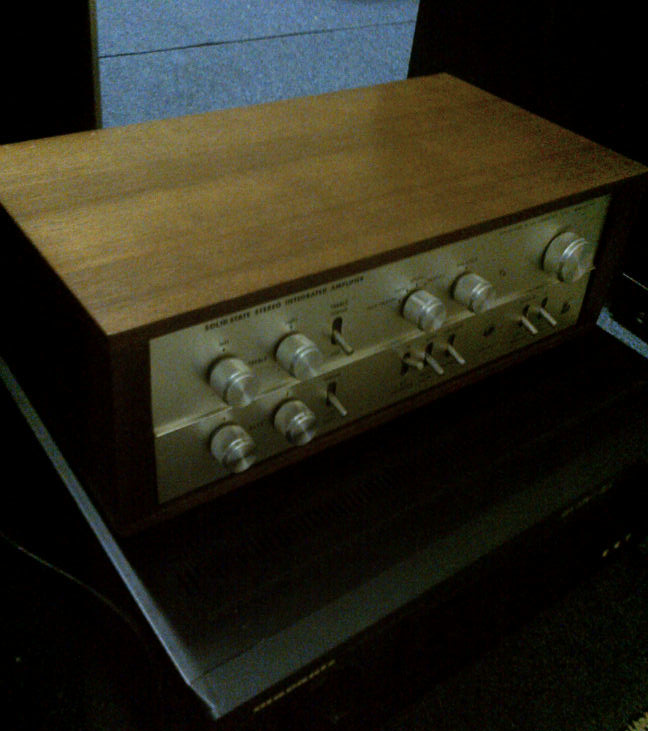
Amplificador Luxman 707

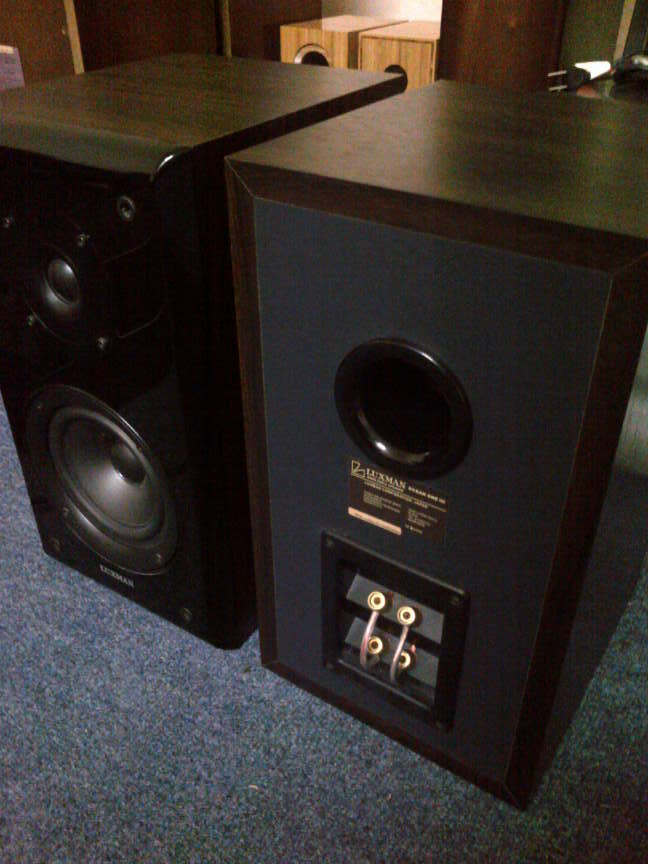
Altavoces Luxman Ocean One 111

Lux Corporation fue fundada en Japón en junio de 1925 por T. Hayakawa y su hermano K. Yoshikawa. La empresa comenzó como el departamento de equipos de radio del Kinsuido Picture Frame Store en Osaka, hasta entonces solo un importador de marcos de fotos, y se fundó justo antes de la primera transmisión de radio realizada aquel año en el país.
En ese momento, los radioescuchas japoneses dependían de la tecnología producida en los Estados Unidos y en Europa. Importar equipos y repuestos de radio era una empresa con mucha visión de futuro para Lux, y los transeúntes a menudo llenaban la tienda para escuchar los atractivos sonidos de las radios en exhibición. Más adelante, Lux Corporation decidió que, para competir eficazmente como proveedor, no solo tenía que vender equipos, sino fabricar piezas internamente para reducir los costos de importación, comenzando con la creación de la marca Luxman, que se hizo famosa por la producción de varios transformadores e interruptores de gran calidad. Actualmente es uno de los fabricantes de componentes electrónicos más antiguos de Japón, lo que se refleja en el lema de la compañía Ultimate Fidelity since 1925.
A mediados de la década de 1970 y principios de la década de 1980, Luxman saltó a la fama en la comunidad alta fidelidad mundial, debido a la calidad del sonido que producían sus equipos. La compañía se especializó en producir amplificadores con válvulas termoiónicas de gran potencia. Uno de los rasgos de los equipos Luxman de esta época era la calidad y la calidez del sonido amplificado por las válvulas de vacío, junto con una potente electrónica de estado sólido, y a menudo, hermosos diseños estéticos minimalistas. Preamplificadores y amplificadores como el Luxman C-05 y M-05, con su acabado dorado champán, diseños eléctricos de alta calidad (con el uso sitemático de conectores de cobre puro o canales alimentados por separado con cables de CA duales), un sonido hermoso y una excelente y sólida construcción, se convirtieron en el sueño de los audiófilos de todo el mundo.
Un ingeniero llamado Atsushi Miura se casó con Mari Yoshikawa (la hija mayor del Sr. K. Yoshikawa) y se convirtió en parte de la familia fundadora de 'Luxman'. El padre de Atsushi Miura era ingeniero de audio, y dirigió Luxman durante muchos años en Japón. A principios de la década de 1980, Atsushi sucedió a su padre en la dirección de la compañía. Dándose cuenta de que la industria del audio japonesa se dirigía hacia componentes de producción masiva más baratos, en contra de la filosofía fundadora de Luxman, Atsushi vendió Luxman a Alpine en 1984, antes de fundar la marca de audio Airtight.
En 1984, Luxman se convirtió en parte de Alpine Electronics, otra marca de electrónica japonesa. Alpine, deseando fusionar sus divisiones de alta fidelidad doméstica y la marca Alpage con los equipos de Luxman, tomó una serie de decisiones corporativas que casi llevaron a Luxman a la bancarrota. El primero de estos errores corporativos consistió en involucrar a Luxman en una guerra por el mercado de alta fidelidad con la marca rival de electrónica de consumo Yamaha. Hasta el momento de la fusión, Luxman había sido considerada como una prestigiosa marca de audio; que vendía sus equipos en tiendas especializadas independientes de alta fidelidad. Después de la fusión, se empezó a vender sus productos a empresas como Costco (Estados Unidos) y Richer Sounds (UK) para competir con Yamaha. Este plan generó mucha confusión entre los consumidores, alterando la percepción de los valores de la marca. Mientras que la reputación de Luxman estaba en los mercados de alta gama y, a menudo, caros, sus nuevos distribuidores tenían reputación de vender en mercados económicos y de bajo valor, lo que causaba problemas a los distribuidores existentes y a los consumidores fieles a la marca. El segundo error corporativo de Alpine estuvo relacionado con la deficiente planificación del sistema de comercialización del producto. Mientras que los equipos de Alpine se consideraban "buenos" y "aceptables" a los ojos de la mayoría de los consumidores, Luxman se consideraba una marca perfeccionista e incluso elitista. El distintivo de Alpine/Luxman, compartido tanto por los productos Alpine (fabricados con plásticos económicos), como por los costosos equipos de Luxman, causó una gran confusión entre los consumidores. Este movimiento destruyó totalmente la imagen y, en última instancia, las ventas de los equipos Luxman, y la empresa terminó retirándose de toda su red de ventas en todo el mundo excepto en Japón.
Alpine, debido a todos los problemas que experimentó con la marca Luxman, la vendió en 1994. Desde entonces, Luxman Corporation ha podido volver a cumplir con sus objetivos fundacionales, centrados en crear el mejor equipo del mundo para audiófilos. Hoy en día, la compañía todavía produce equipos de tubos de vacío, así como reproductores SACD/DVD y equipos estereofónicos domésticos.
La compañía cerró la última de las fábricas de equipos de alta fidelidad para el hogar de Alpine en Hong Kong en 2000, y actualmente vende sus productos principalmente en Japón y otras partes de Asia, en el Reino Unido, Alemania, la República Checa y Eslovaquia. Desde 2005 posee una red de distribución que incluye Estados Unidos, Francia, Polonia, Rumania, Italia, Dinamarca y Suecia.
En 2009, Luxman Corporation fue adquirida por International Audio Group Ltd. IAG.

## Hitos de la empresa
- 1925 - Se fundó Lux Corporation, a partir de la tienda de radio Kinsuido Picture Frame Store. Publicación del libro "Léelo una vez y serás un experto en radio", del que se imprimirían 14 ediciones, lo que ayudó a promover las radios y los fonógrafos en Japón.
- 1928 - LUX-735 Conjunto de radio con altavoz magnético. Lux comercializa el fonógrafo eléctrico LUX-1730
- 1931 - Desarrolla su cápsula fonocaptora magnética.
- 1952 - Transformador de salida OY-15. Lux comercializa transformadores de tipo OY, transformadores de suministro de energía de alta regulación y muchos otros. Todos recibieron elogios populares por ofrecer el rendimiento más alto del mercado.
- 1955 - Se desarrollan los circuitos de retroalimentación negativa cruzada.
- 1958 - Discos estéreo con surcos 45/45.
- 1958 - MA-7A, amplificador de tubo de vacío monoaural. El MA-7A se convierte en el primer amplificador de potencia mono de alta fidelidad completamente ensamblado comercializado por Lux después de la guerra. Presentaba el sistema NFB (retroalimentación negativa), patente mundial de Lux.
- 1961 - SQ-5A, amplificador integrado de tubo de vacío. Uno de los primeros amplificadores estéreo integrados, el SQ-5A demostró ser un éxito debido a su diseño único que incorporaba un medidor y también por el sonido de alta calidad que ofrecía. Presentaba el circuito de control de tono único de Lux, que todavía se encuentra en los modelos actuales.
- 1962 - Amplificador integrado de tubo de vacío SQ-65, que presentaba un circuito de retroalimentación de movimiento (MFB), un desarrollo patentado por Lux que incorporaba el movimiento del cono del altavoz en su sistema de control de retroalimentación.
- 1962 - PZ-11 Phono Amplifier. El primer amplificador ecualizado de señal de cápsula fonocaptora, fabricado en Japón con transistores de germanio, popular por su diseño estilizado.
- 1964 - SQ-38D, amplificador integrado de tubo de vacío, uno de los primeros modelos en presentar triodos y también el primero de la "38Series" que incluye el SQ-38F, SQ-38FD y el actual SQ-38S.
- 1966 - MQ-36, amplificador de potencia OTL con tubo de vacío OTL (Output Transformer-Less). Se convirtió en un éxito de ventas durante mucho tiempo debido a su sonido de alta calidad.
- 1968 - Amplificadores integrados SQ-505/507, los primeros de la "Serie 500" y los predecesores de los actuales L-505 y L-507 de Luxman.
- 1971-1980 - Marca Luxkit, desarrollada para satisfacer la demanda de los audiófilos aficionados a montar sus propios equipos. Lux comercializó un total de alrededor de 70 modelos de kits, amplificadores de válvulas de vacío, amplificadores de transistores, tocadiscos, herramientas de medición, etc.
- 1972 - Lux fundó la marca L&G (no confundir con la empresa coreana LG Electronics) para promover una línea de coloridos sistemas estéreo de alta calidad diseñados para adaptarse a nuevos estilos de vida y crear una nueva dimensión en el disfrute del audio.
- 1973 - Se desarrolló el sistema de empuje paralelo en todas las etapas.
- 1975 - Amplificador de potencia M-6000/C-1000/T110. Producido para celebrar el 50 aniversario de Lux, el M-6000 representó el primer esfuerzo serio de la compañía para ingresar en el mercado de alta gama. Gracias a su alta potencia (2 X 300 W) y a un sonido excelente, fue muy bien recibido.
- 1976 - Se lanzó la serie de referencia de laboratorio, que incluía el sintonizador FM 5T50, el ecualizador gráfico 5G12, la unidad de control de tono paramétrico 5F70 y el medidor de potencia LED 5E24; el amplificador integrado 5L15; y el preamplificador 5C50 y el amplificador de potencia 5M21. La serie Lux Laboratory Reference hizo su debut: lo más destacado era el primer amplificador y sintetizador con configuración de CC del mundo. La funcionalidad, el rendimiento y el diseño innovador de cada producto diferenciaban la serie. Después de la producción inicial, algunos de los equipos fueron personalizados especialmente por los ingenieros de Lux para obtener un sonido de mejor calidad y pasaron a ser muy solicitados.

-El primer amplificador y sintetizador sintetizado con configuración de CC del mundo
-Plataforma de casete controlada por computadora
-Chasis de construcción que permite apilar componentes
- 1980 - PD-300, plato giratorio de succión al vacío. Lux presenta un tocadiscos innovador que utiliza un sistema de succión al vacío para evitar la deformación y la resonancia de los discos, factores que causan la degradación de la calidad del sonido.

1981 - CAT, sistema de afinación analizado por computadora.
1981 - Circuito Duo Beta
- 1982 - Plataforma de casete de carga Omega D-05, que aparece en el momento en que el mercado se alejaba del formato de bobina abierta hacia el casete. Presumía del rendimiento de alta fidelidad de una pletina de carrete abierto y de la facilidad de uso de una pletina de casete. Se produjo el amplificador de edición limitada MB-88. Este es uno de los últimos trabajos del ingeniero jefe Sr. Susumu Uehara, uno de los ingenieros más antiguos de Luxman.

En el  Tokyo Audio Fair de Japón en octubre, Luxman mostró prototipos de la pletina de casete X-3K el codificador / decodificador PCM X-2A, y el reproductor de CD de carga vertical X-1D también rebautizados en forma de marca Alpine. Estos nunca se pusieron en producción.
- 1983 - Lanzamiento de la platina de casetes K-05 Computer Tuning. El primer  CD player de Luxman fue el DX-104[5] lanzado en 1983. Este era un diseño basado en el Alpine Electronics AD-7100 y presentaba una bandeja de carga vertical.
- 1985 - Preamplificador C-05, y lanzamiento del amplificador de potencia M-05.
- 1987 - DA-07 Fluency DAC y DP-07 Transporte de CD separado. Fluency DAC es una aplicación de la teoría de interpolación de funciones desarrollada por el Dr. Toraichi, profesor de la Universidad de Tsukuba, Japón. El DA-07 se convirtió en una sensación porque su DSP de alta velocidad introdujo la recreación del rango de frecuencia no grabado en un CD. Lanzamiento de la grabadora KD-117 de cinta de audio digital.
- 1990 - Lanzamiento del reproductor de CD de carga superior D-500.
- 2004 - Lanzamiento del amplificador de control multicanal CU-80.
- 2005 - Se lanzan el amplificador de potencia monoaural B1000 y los amplificadores de control digital C1000F, modelos de conmemoración del 80 aniversario.
- 2006 - Lanzamiento de los reproductores DU-50 y DU-80 Digital Universal.
- 2007 - Lanzamiento de M-800A, L-550A II y L-590A II.
- 2009 - D-08 SA-CD / reproductor de CD, SQ-38u (la undécima generación SQ-38), E-200 (etapa fonográfica), P-200 (amplificador) lanzado.
- 2011 - Lanzamiento del tocadiscos PD171. Primer tocadiscos de Luxman en más de 30 años.